# Спанхеймы

Герб Спанхеймов

Спанхеймы или Шпонгеймы (нем. Spanheimer, Sponheimer) — немецкая династия, представители которой правили в Каринтии в 1122—1269 годах, а также, некоторое время, в Крайне (1248—1269) и Истрии (1103—1173). Во время правления Спанхеймов Каринтия окончательно сложилась как суверенное государство.

## Происхождение
Спанхеймы, по-видимому, происходили из Франконии. В XI веке некий Зигфрид Спанхейм переселился в юго-восточную Германию, где приобрел владения в Южном Тироле и Штирии и женился на Рихарде Лавантской, дочери одного из каринтийских дворян. В 1045 году Зигфрид Спанхейм стал маркграфом Венгерской марки — небольшого полунезависимого образования на границе Священной Римской империи с Венгрией (на территории современного Бургенланда). Старший сын Зигфрида Энгельберт I стал графом Пустерталя (Южный Тироль) и Крайхгау (Западная Франкония), а также викарием архиепископа Зальцбургского в ряде церковных владений в Каринтийском герцогстве. В 1090 году Энгельберт благодаря своей близости к церковным кругам получил в управление Истрию, находящуюся в то время под сюзеренитетом патриарха Аквилеи. Он женился на Хедвиге Эппенштейн, сестре и наследнице последнего герцога Каринтии из династии Эппенштейнов Генриха III.

## Герцоги Каринтии

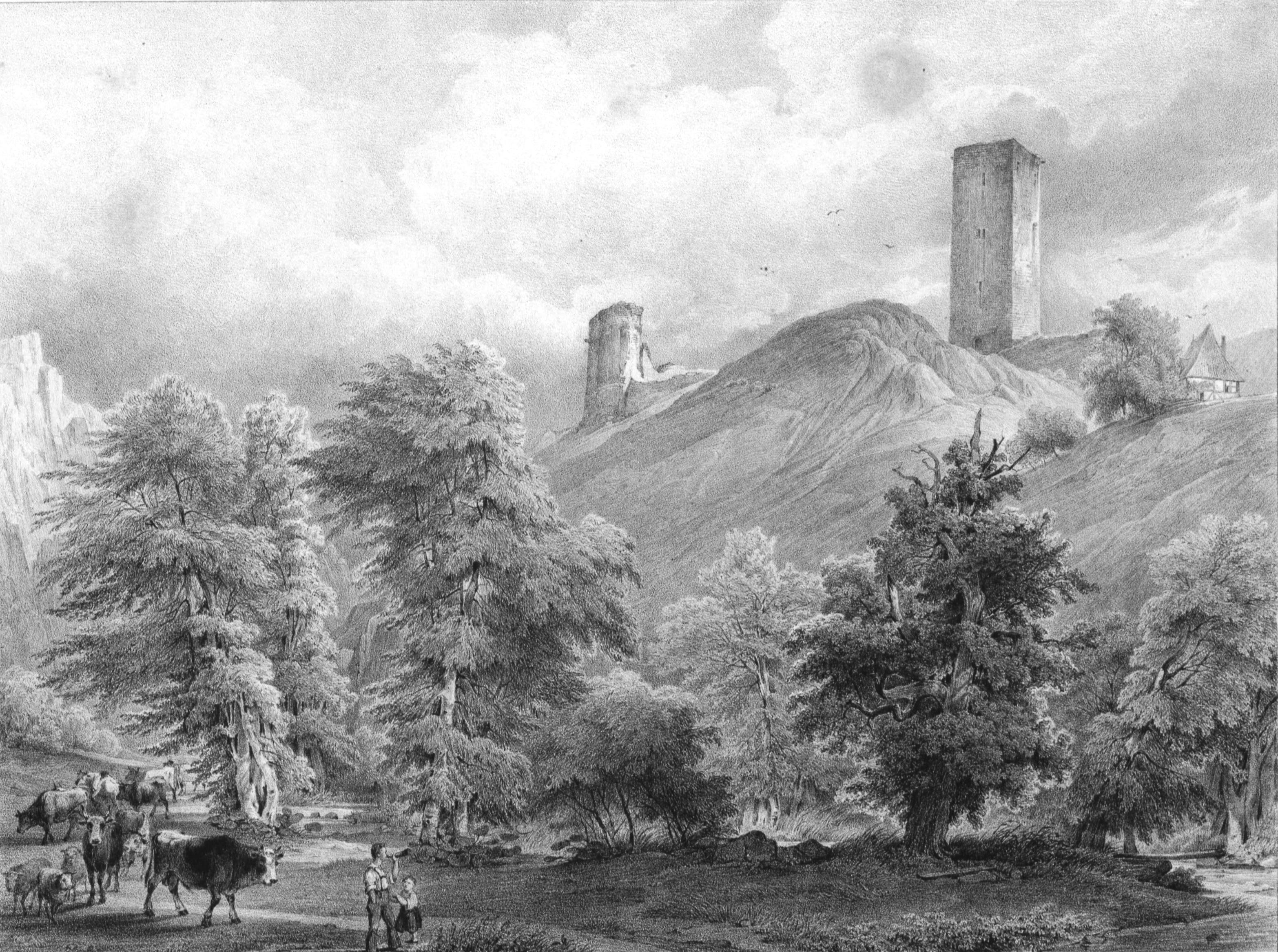
Руины замок Спонхейм в Хунсрюке, давшего название роду.

Один из сыновей Энгельберта, Генрих IV, унаследовал в 1122 году каринтийский престол после смерти последнего Эппенштейна и основал династию Спанхеймов в Каринтии. Другой, Энгельберт II, стал в 1103 году маркграфом Истрии, а в 1123 году после смерти брата получил и корону Каринтии.
Спанхеймы стали герцогами Каринтии в период острого кризиса государства, потерявшего большую часть своей территории и авторитет на международной арене. Энгельберту II и его наследникам — Ульриху I (1134—1144) и Генриху V (1144—1161) — удалось сформировать из остатков каринтийских земель достаточно прочное княжество и, ориентируясь на императора, усилить своё влияние в регионе. На протяжении всего XII века Спанхеймы вели борьбу с церковными феодалами, владеющими значительными территориями в Каринтии и Истрии, в том числе такими важными торговыми центрами как Филлах и Фризах, однако, несмотря на определённые успехи, полностью вернуть эти земли под власть герцога так и не удалось.
С начала правления Германа Спанхейма (1161—1181) в Каринтии начался экономический и политический подъём. Были основаны Санкт-Файт и Клагенфурт, вскоре ставшие крупными торговыми городами и столицами государства, развивалась добыча драгоценных металлов. Двор герцога стал центром средневекового искусства миннезингеров. Правда, в конце XII века позиции Спанхеймов несколько ослабли вследствие потери Истрии, перешедшей под власть Андексской династии, и окончательного отпадения Штирии, но в первой половине XIII века герцогу Бернарду (1201—1256) удалось восстановить влияние Каринтии благодаря прочному союзу с Гогенштауфенами и королями Чехии. Бернард развернул борьбу с Австрией за власть над Крайной и в конце-концов одержал победу: в 1248 году его сын и наследник Ульрих III был провозглашён герцогом Крайны.
Незадолго до своей смерти Ульрих III (1256—1269), верный каринтийско-чешскому союзу, завещал свои владения Пржемыслу Оттокару II, королю Чехии. Ульрих III стал последним правителем независимой Каринтии и с его смертью угасла каринтийская линия Спанхеймов. Каринтия и Крайна в 1269 году перешли под власть Чехии, а спустя полвека, в 1335 году были присоединены к владениям Габсбургов.
Родовая усыпальница герцогов Каринтии из рода Спанхеймов находится в монастыре Санкт-Пауль в Лавантской долине Каринтии, основанном в 1091 году Энгельбертом I.

## Графы Ортенбурга

Герб Баварии с «синей пантерой» Ортенбургов в третьей четверти

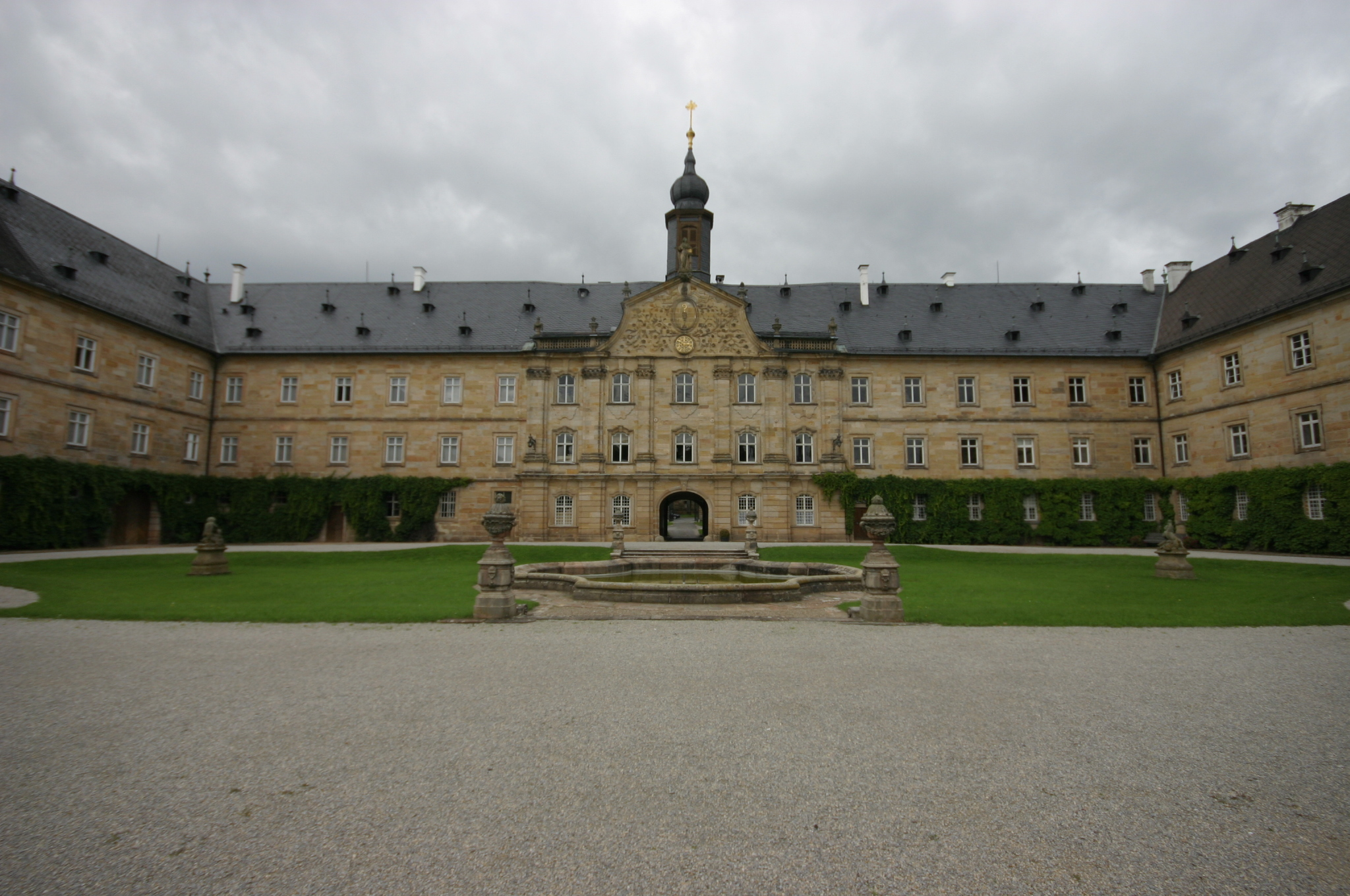
Тамбахская резиденция, где графы Ортенбурга проживали с 1805 по 1971 гг.

Один из сыновей Энгельберта II Спанхейма, Рапото I (ум. в 1186 году), приобрёл земельные владения в юго-восточной Баварии (Ортенбург к югу от Пассау) и ряд территорий на Драве. Рапото I стал основателем линии графов Ортенбургских, ставших достаточно крупными землевладельцами в Штирии, Крайне и Баварии. Ортенбургское графство было формально независимым и просуществовало до Наполеоновских войн (хотя большая часть владений графов была аннексирована Баварией и Австрией в середине XVI века). В 1806 году Ортенбург был медиатизирован Баварией, однако графы Ортенбургские были признаны равными по рождению королевским домам Европы.
От графов Ортенбургских в герб Баварии попала «синяя пантера», восходящая к «чёрной пантере» на печатях герцогов Каринтии.

## Графы Спонхейм-Сайн
У основателя династии Спанхеймов Зигфрида был двоюродный брат по имени Стефан (ум. в 1080 году). Стефан не переселялся в юго-восточную Германию, сохранив владения в долине Рейна. Его потомки путём династических браков унаследовали крупную сеньорию Сайн на севере современной федеральной земли Рейнланд-Пфальц, а затем ещё ряд земель по обоим берегам Рейна. Было сформировано несколько территориальных княжеств (Спонхейм, Сайн-Виттгенштейн, Гейнсберг), которые играли важную роль в истории прирейнской Германии. Для этой линии более принято написание Спoнхейм. Наиболее известным представителем рейнландской ветви Спонхеймов был русский фельдмаршал Пётр Витгенштейн (1768—1843).